# Equivalente jurisdiccional
El equivalente jurisdiccional es un medio diverso de la jurisdicción apto para la legítima solución de los conflictos.
Estos se caracterizan por permitir a las partes resolver una controversia sin necesidad de ocurrir a la autoridad judicial o, estando dentro de un proceso, sin requerir el pronunciamiento de un fallo; posibilitando reducir o evitar los costos propios de un juicio y, especialmente, obtener una solución capaz de satisfacer a todas las partes involucradas.

## Antecedentes
La existencia de un conflicto intersubjetivo hace que surjan los medios para eliminar la insatisfacción, tanto individual como colectiva, producida por dicho conflicto. Los mecanismos para la resolución de conflictos intersubjetivos fueron clasificados por Niceto Alcalá Zamora en dos grupos fundamentales, en función de si el conflicto era solventado por las propias partes implicadas en él, o por la intervención de un tercero:
- Cuando los propios litigantes llevan a cabo la resolución de sus conflictos, nos encontramos ante un sistema de autotutela o autocomposición.
- Cuando el conflicto se resuelve por la intervención de un tercero ajeno al mismo, ya imponiendo, ya sugiriendo la solución, hablamos de un sistema de heterocomposición, bien sea judicial o arbitraria.

## Equivalentes jurisdiccionales
Los equivalentes jurisdiccionales suponen habitualmente un acuerdo directo de las partes, en ocasiones con cierta intervención judicial, que gira en torno a un interés privado o un bien jurídico disponible. Por esto último, generalmente, están prohibidos cuando en el asunto controvertido está comprometido el interés público.
Las legislaciones contemplan variados equivalentes de la jurisdicción, entre ellos, podemos encontrar:
- La transacción, que suele poseer la fisonomía de un contrato.

- La conciliación, que se lleva a cabo por iniciativa del juez dentro de un proceso.

- El avenimiento, que se produce dentro del curso de un proceso, por iniciativa exclusiva de los litigantes.

- El acuerdo reparatorio en materia penal.

- La sentencia extranjera que, si bien supone necesariamente el ejercicio de la potestad jurisdiccional  por parte de un Estado diverso de aquel donde pretende ejecutarse, requiere un procedimiento de homologación llamado Exequatur.